# Andra Whiteside
Andra Sarah Whiteside (* 6. Dezember 1989) ist eine fidschianische Badminton- und Squashspielerin. Sie ist die Schwester von Karyn Whiteside und die Cousine von Danielle Whiteside.

## Karriere
Andra Whiteside gewann im Badminton bei den Südpazifikspielen Gold im Dameneinzel und Silber im Damendoppel. 2010 und 2011 siegte sie bei den Fiji International. 2006 nahm sie an den Commonwealth Games teil. Im Squash sicherte sie sich bei den Pazifikspielen 2015 in Port Moresby im Mannschaftswettbewerb die Bronzemedaille.

## Sportliche Erfolge im Badminton
| Saison | Veranstaltung       | Disziplin   | Platz | Name                                 |
| ------ | ------------------- | ----------- | ----- | ------------------------------------ |
| 2007   | Südpazifikspiele    | Damendoppel | 2     | Danielle Whiteside / Andra Whiteside |
| 2007   | Südpazifikspiele    | Dameneinzel | 1     | Andra Whiteside                      |
| 2007   | Samoa International | Dameneinzel | 3     | Andra Whiteside                      |
| 2007   | Samoa International | Damendoppel | 3     | Karyn Whiteside / Andra Whiteside    |
| 2010   | Fiji International  | Damendoppel | 1     | Danielle Whiteside / Andra Whiteside |
| 2011   | Fiji International  | Dameneinzel | 1     | Andra Whiteside                      |